# Заворушення у Франції через вбивство Нахеля Мерзука
Серія масових заворушень у Франції, що розпочалася 27 червня 2023 року після вбивства Нахеля Мерзука. У Нантері 27 червня жителі почали акцію протесту біля штаб-квартири поліції, яка згодом переросла в заворушення, коли демонстранти підпалювали машини, руйнували автобусні зупинки та стріляли в поліцію феєрверками. Понад добу тривали як мирні демонстрації та пам’ятні марші, так і жорстокі сутички, здебільшого в передмісті Парижа.
28 червня президент Франції Емманюель Макрон скликав термінову кризову урядову нараду щодо вбивства 17-річного підлітка, аби вгамувати сутички на вулицях країни. Вистачило доби, щоб усі заворушення поширились на всю Францію. Префектура оголосила про завершення автобусного і трамвайного сервісу о 22 годині за київським часом по всій країні, аби уникнути інцидентів у транспорті. Почався великий тиск на владу щодо врегулювань безладу в країні, зокрема від європейських політиків; французькі зірки, такі як футболіст Кіліан Мбаппе та актор Омар Сі, засудили жорстокість поліції.
29 червня в Паризькому передмісті Нантері відбувся марш пам'яті Мерзука, який очолила його матір Нахель Мунія. «Ні справедливості, ні миру», — скандували натовпи, додаючи: «Усі ненавидять поліцію!». Тим часом, близько 40 000 поліціянтів було мобілізовано по всій країні у відповідь на масові заворушення, що призвели до правопорушень, таким чином, почалися масові затримання бунтуючих.
1 липня почалася церемонія похорону Нахеля, після чого відбулася церемоя в мечеті, після якої і саме поховання вбитого на кладовищі в Нантері.
Під час масових заворушень у Франції у ніч на неділю, 2 липня, було скоєно напад на будинок мера паризького передмістя, коли його сім'я спала вдома. Вінсент Жанбрун, мер міста Л'Ай-ле-Роз, написав у Twitter, що учасники заворушень протаранили його будинок автомобілем і влаштували пожежу, внаслідок якої автомобіль постраджалого було спалено. Як пізніше стало відомо, у будинку знаходилась дружина мера та двоє їхніх дітей, жінка та 1 дитина отримали поранення, згодом були госпіталізовані. Прем'єр-міністерка Франції Елізабет Борн засудила напад, який вона схарактеризувала як «неприпустимі дії» заворушників.
3 липня бабуся хлопця на імʼя Ноель, якого вбив поліцейський у Франції, закликала протестувальників зупинитися. «Ми не хочемо, щоб вони руйнували магазини, автобуси та школи. Вони використовують Ноеля як виправдання. Ми хочемо, щоб усе заспокоїлося», — сказала Надія в етері BFM TV. Вона впевнена, що поліцейський, який вбив її онука, буде покараний. Через кілька годин після цієї заяви, заворушення почали вщухати, кількість затриманих значно зменшилась.
Асоціація мерів міст Франції закликала громадськість та посадовців зібратися біля ратуш по всій країні в понеділок, щоб продемонструвати масовий спротив насильницьким протестам, які сколихнули країну. Після заклику, мери Франції провели мітинги із закликами припинити жорстокі сутички, які спалахнули після того, як поліція застрелила підлітка минулого тижня, оскільки з’явилися ознаки того, що заворушення почали вщухати. Близько 45 000 поліціянтів було задіяно для протидії заворушенням.

## Передумови

### Вбивство Нахеля Мерзука

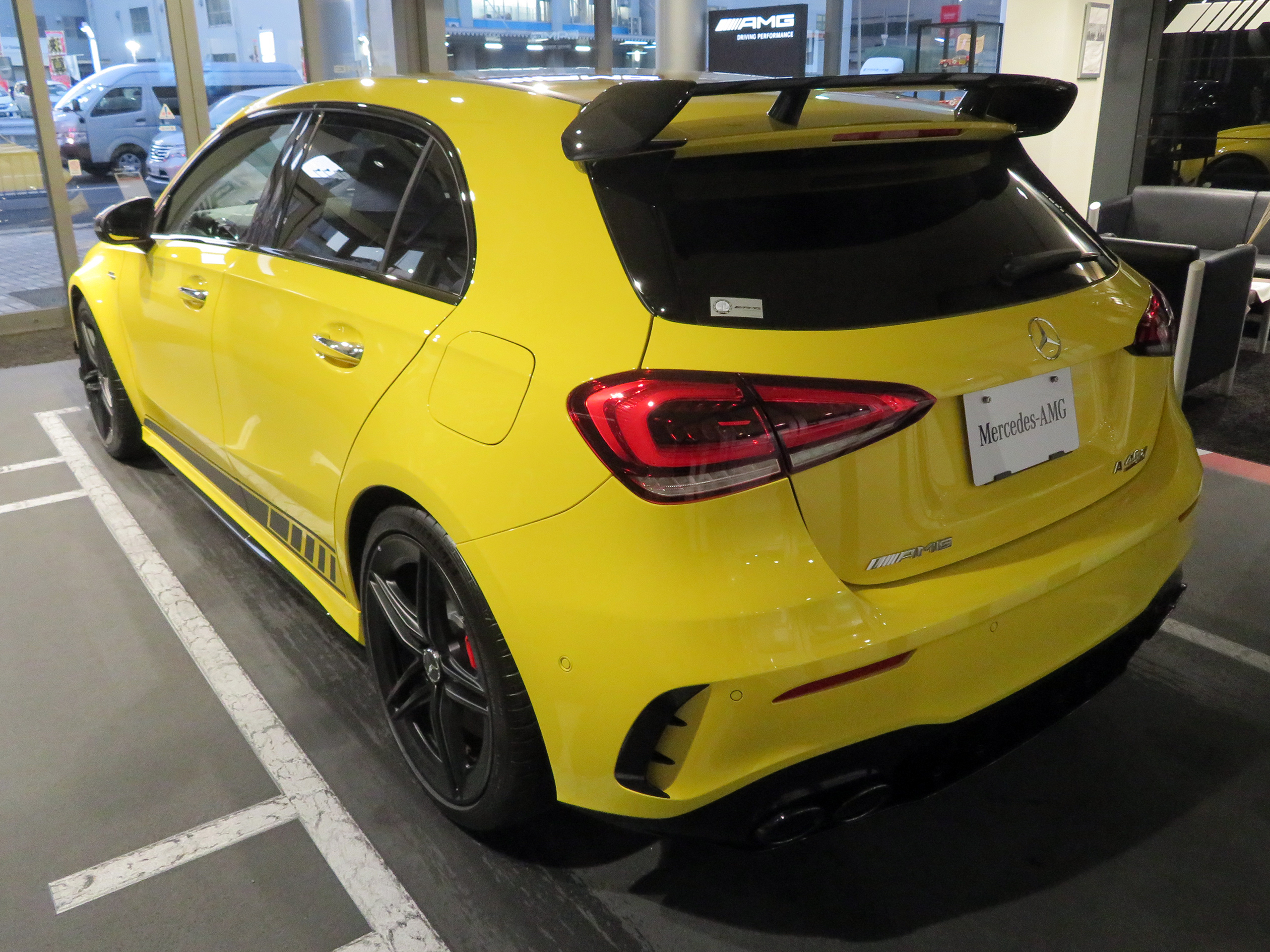
Автомобіль, орендований французьким підлітком

27 червня 2023 року приблизно о 07:55 години ранку CEST, двоє поліціянтів помітили Mercedes-AMG з польською реєстрацією, що мчав уздовж автобусної смуги на бульварі Жак-Жермен-Суфло в О-де-Сені Іль-де-Франс, прямуючи до залізничної станції Університет Нантер. Офіцери зупинили водія Нахеля Мерзука, який намагався втекти; один офіцер вистрілив у нього о 8:16. Двоє пасажирів автомобіля втекли о 8:19 Мерзук був оголошений мертвим о 9:15.

### Громадянські заворушення, пов'язані з діями поліціянтів
Французькі заворушення 2005 року стали реакцією на смерть двох мусульманських підлітків, вбитих електричним струмом, коли вони ховалися від поліції на електричній підстанції. Тодішній прем'єр-міністр Домінік де Вільпен та міністр внутрішніх справ Ніколя Саркозі припустили, що хлопці були злодіями, що мало заспокоїло ситуацію. Президент Жак Ширак оголосив надзвичайний стан, протести тривали три тижні, понад 4 тисячі людей були заарештовані.
У 2016 році смерть Адама Траоре викликала масові протести. Його сестра, Асса Траоре, стала рушійною силою французького руху Black Lives Matter, і її кампанія стала частиною протестів Джорджа Флойда у Франції.

### Жорстокість поліції у Франції
Рух «жовтих жилетів» у 2018 році та передбачувані ексцеси насильства BRAV-M (мотоциклетна бригада, яка використовувалася для стримування мародерства та насильницьких дій під час розгортання протестів проти пенсійної реформи) призвело до посилення суспільного сприйняття жорстокості поліції. У квітні 2023 року понад 260 тисяч людей підписали петицію на сайті Національної асамблеї Франції із закликом розформувати цю бригаду. Однак змін не відбулося. Громадськість також була шокована у 2020 році широко розповсюдженими відеоматеріалами поліціянта насильства проти Мішеля Зеклера, темношкірого музичного продюсера, за те, що той не носив маску.

### Профілювання за расовою ознакою
Ймовірне проведення профілювання за расовою ознакою (так зване «етнічне профілювання») під час зупинок транспорту та перевірок особи є постійною проблемою у Франції. 2016 року Касаційний суд виніс рішення проти держави Франції щодо застосування профілювання за расовою ознакою для перевірки особи, визнавши таку практику дискримінаційною. На цій підставі в жовтні 2020 року паризький цивільний суд присудив 58 500 євро компенсації 11 позивачам, які подали до суду на французьку державу за насильство з боку поліції, необґрунтовану перевірку особи та неналежні арешти.

### Закон 2017 року про зупинення автотранспорту
У 2017 році був прийнятий закон, який дозволяє поліції стріляти в транспортний засіб, водій якого втікає після наказу зупинитися, якщо подальша втеча створює небезпеку для пасажирів або перехожих. Цей закон призвів до тринадцяти смертей у 2022 році, що на шість більше, ніж роком раніше.

## Протести та заворушення

### Загальний огляд
| Дата       | Заарештування | Спалені або розгромлені будівлі | Спалені або розгромлені транспортні засоби | Поранення поліціянтів | Летальні випадки |
| ---------- | ------------- | ------------------------------- | ------------------------------------------ | --------------------- | ---------------- |
| 27.06.2023 | 20            | 2                               | 40                                         | 25                    | -                |
| 28.06.2023 | 31            | 142                             | 788                                        | 174                   | -                |
| 29.06.2023 | 492           | 2000                            | 875                                        | 317                   | 1                |
| 30.06.2023 | 427           | 266                             | 1350                                       | 162                   | -                |
| 1.07.2023  | 719           | 123                             | 577                                        | 42                    | 1                |
| 2.07.2023  | 157           | 34                              | 297                                        | 3                     | -                |
| 03.07.2023 | 160           | 24                              | 159                                        | -                     | -                |
| 04.07.2023 | -             | 8                               | 78                                         | -                     | -                |
| 05.07.2023 |               | 1                               | 55                                         | 1                     | -                |

30 червня 2023 року Міністерство внутрішніх справ повідомило, що вже 515 поліціянтів отримали поранення. Для порівняння, у 2005 році, після трьох тижнів сутичок, їх було 224.
Станом на 2 липня 2023, за даними Міністерства освіти Франції, 210 шкіл постраждали від пожеж та пошкоджень.
3 липня організація "Мобілізовані Іль-де-Франс" (фр. Île-de-France Mobilités) провела первинну оцінку збитків, завданих громадському транспорту регіону Іль-де-Франс, яка склала «щонайменше 20 мільйонів євро». Того ж дня, з початку насильства, було атаковано 99 мерій, підпалено понад 5600 автомобілів, спалено або пошкоджено майже 1000 будівель, здійснено напади на понад 250 поліцейських відділків і відділень жандармерії, поранено понад 700 співробітників органів правопорядку, в тому числі 35 пожежників. 200 магазинів було розграбовано. 300 банківських відділень і 250 тютюнових крамниць також були зруйновані по всій Франції.

### Французька метрополія
Повідомлялося про початок заворушень увечері 27 червня 2023 року після того, як почали поширювати відео вбивства 17-річного Нахеля Мерзука в Нантері. Міські заворушення були зосереджені в Нантері, де бунтівники кидали снаряди в поліцію, запускали феєрверки та підпалювали автомобілі, автобусні зупинки, сміттєві баки та музичну школу. Також вогнища розпалили біля колій РЕР А. Ці протести тривали до ранку в Нантері та поширилися на інші райони Іль-де-Франсу, але також повідомлялося про них у Кольмарі та Рубе. До кінця дня було щонайменше 20 поліціянтів поранено, 10 поліціянтів автомобілів пошкоджено, 31 затримано. 2000 поліціянтів і жандармів були направлені для боротьби зі спалахом насильства.

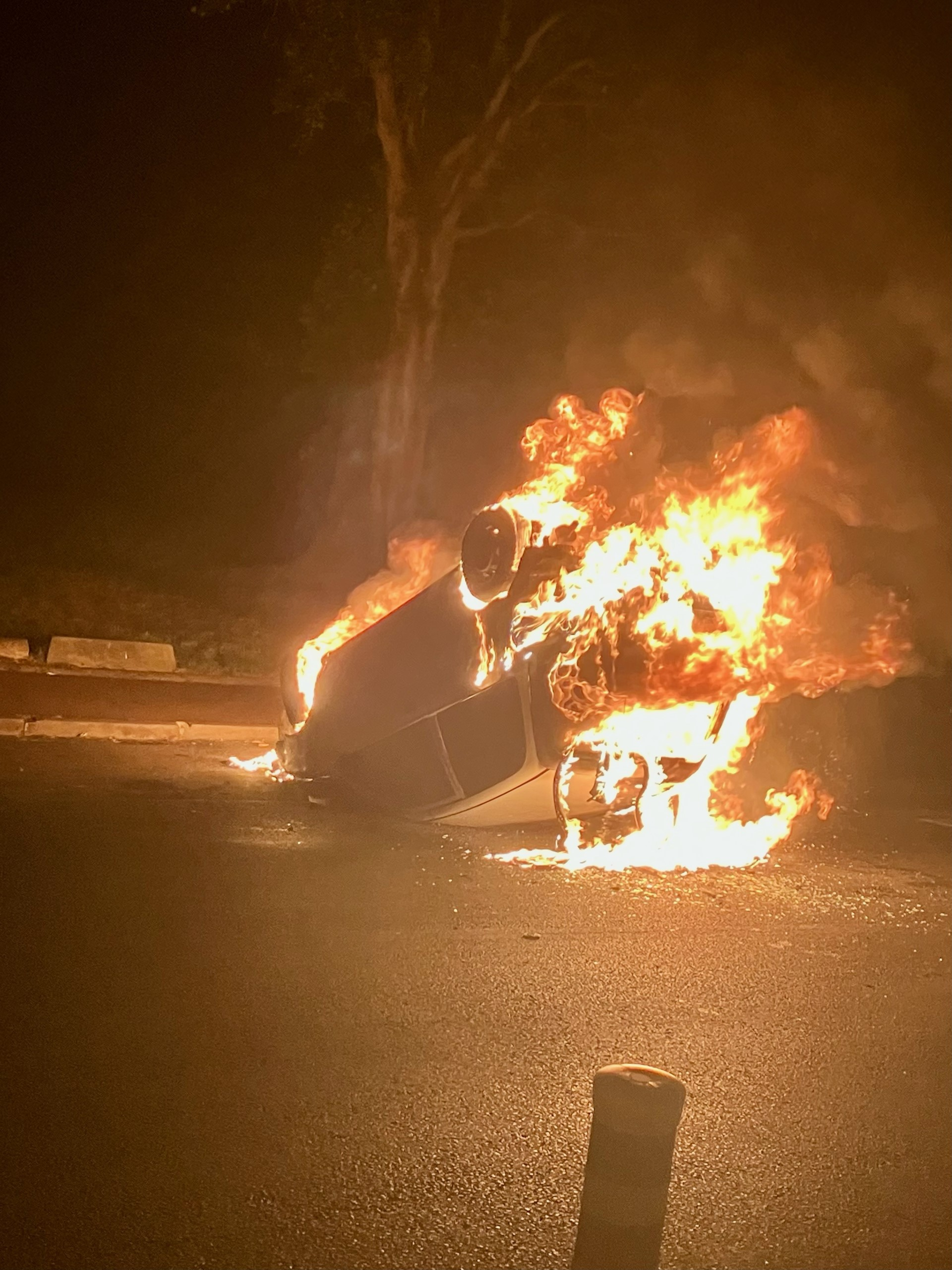
Автомобіль у вогні в районі Буа-л'Аббе в Шампіньї-сюр-Марн.

28 червня повідомлялося про заворушення в Ам'єні, Діжоні, Ліоні, Ліллі, Сент-Етьєні, Клермон-Феррані та Страсбурзі. Французькі ЗМІ повідомили про численні інциденти в районі Великого Парижа. Були повідомлення про феєрверки, спрямовані на ратушу Монтрея, яка розташована на східній околиці Парижа. В'язниця у Френі також була об'єктом обстрілу феєрверками. У Тулузі підпал і сутички між 100 демонстрантами та поліцією в районі Рейнері призвели до 13 арештів і спалення 20 автомобілів. Повідомлялося про напади на 27 відділень національної поліції Франції (включаючи 7 підпалів), 4 казарми жандармерії, 14 муніципальних відділень поліції (включаючи 10 підпалів), 8 мерій, 6 шкіл та 6 громадських будівель.
У Нантері тривали сутички та підпали транспортних засобів. На поліційній дільниці в Сюрені, Буа-Коломб і Женвільє, а також на муніципальні поліційні дільниці в Медоні було скоєно напад. Підпалили медіатеку, будівельну машину в Кліші-су-Буа, школу в Пюто та трамвай у Кламарі. Повідомлялося про мародерство в Коломбі, а в Медоні та Шатне-Малабрі було скоєно напад на міські ратуші. Загалом атак зазнали понад 90 громадських будівель. У Парижі сутички спалахнули в 18-му та 19-му округах, а в 15-му окрузі сталися пожежі. По всій країні щонайменше 150 людей було заарештовано, 170 поліціянтів отримали поранення, 609 транспортних засобів і 109 будівель були пошкоджені.
29 червня понад 6200 людей взяли участь у марші на підтримку родини Мерзука в Нантері. До вечора протистояння посилилося, і на місце події було направлено поліційні бригади розшуку та реагування. Автобуси та трамваї припинили курсувати до вечора, щоб запобігти пошкодженням, а в кількох комунах, таких як Кламар, Комп'єнь та Савіньї-ле-Темпль, було введено комендантську годину, причому в Савіньї-ле-Тамплі комендантська година була введена лише для неповнолітніх. Повідомляється, що протестувальники в Марселі закидали поліцію феєрверками. У Нантері бунтівники розгромили Меморіал мученикам депортації, відкритого на вшануквання жертв Голокосту від режиму Віші. Повідомлялося, що автомобіль врізався в магазин Lidl у Нанті, після чого його розгромили та пограбували. Також повідомлялося про підпал ратуші Кліші-су-Буа протестувальниками. По всій країні в ніч на 29 червня було затримано 875 осіб.
30 червня 2023 року заворушники в Марселі напали на найбільшу публічну бібліотеку міста Альказар. Система охорони бібліотеки не пропустила мародерів. Однак у будівлі були розбиті вікна та сталися деякі незначні пошкодження від пожежі. Міністр внутрішніх справ Жеральд Дарманен доручив префектурам по всій країні наказати припинити рух усіх автобусів і трамваїв о 21:00, а також заборонити продаж і транспортування піротехніки, каністр з бензином та інших небезпечних речовин. Президент Еммануель Макрон скасував заплановану поїздку до Німеччини, щоб розв'язати цю проблему, після того, як його розкритикували за відвідування концерту на тлі кризи, що триває.

### Заморські землі Франції
У Французькій Гвіані 29 червня в столиці Кайєні спалахнули протести і заворушення, що виникли після аналогічних подій в метрополії. Учасники заворушень влаштували пожежі в різних районах міста, в тому числі в районах Сіте Брут, Манго, Новапарк та Віллідж-Шинуа. На жаль, 54-річний державний службовець був убитий випадковою кулею, коли стояв на балконі свого будинку в районі Мон-Лукас в Кайєні. Французькі жандарми, дислоковані в Куру, застосували сльозогінний газ для розгону натовпу, який підпалив автобус і напав на супермаркет в районі Сула комуни Макурія. Префект Французької Гвіани Тьєррі Кеффелек засудив насильство і оголосив про дострокове закриття системи громадського транспорту Кайєнни 30 червня, а також про тимчасову заборону на продаж і транспортування бензину вночі.
В інших частинах французьких Карибських островів невеликі демонстрації відбулися в Гваделупі і Мартиніці. Демонстранти на Мартиніці підпалили сміттєві баки і автомобілі в Фор-де-Франс, Ле-Карбе і Ле-Робер, а також кидали різні предмети в пожежників, які прибули на виклик. У Гваделупі не повідомлялося про насильство.
У заморських департаментах і регіоні Реюньйон, починаючи з 28 червня, учасники заворушень здійснювали акти вандалізму щодо будівель і автомобілів, а також, за повідомленнями, кидали різні предмети в поліцейських. У ніч на 1 липня по всьому острову виникло понад 70 пожеж, що свідчить про зменшення їхньої кількості порівняно з попередніми ночами. Демонстранти підпалювали в столиці Сен-Дені, а також в комунах Ла-Плен-де-Пальміст, Ле-Порт, Ла-Поссес, Ле-Тампон, Сен-Бенуа, Сен-Луї та Сен-Поль.

### Східні події в інших країнах
- Бельгія: Протести охопили Брюссель, столицю Бельгії, де заворушення призвели до десятків арештів[58][59].
- Швейцарія: Понад 100 молодих людей, включаючи неповнолітніх, вийшли на протести у центрі міста Лозанна, четверте найбільше місто Швейцарії. Як повідомляється, під час протесту в Лозанні протестувальники використовували коктейлі Молотова. За останніми даними, було затримало 7 осіб віком від 15 до 24 років. Поліція Лозанни каже, що бунтівники  погромили вітрини, а також вхідні двері мережі книжкових магазинів в районі Флон та на вулиці Женева[60].

## Реакція у Франції
У тому ж виступі, де Макрон засудив дії поліції, він також закликав протестувальників бути мирними. Макрон закликав батьків позитивно впливати на поведінку своїх дітей. Він критикував соціальні медіа, які просувають відео про міський конфлікт, і скаржився на насильство у відеоіграх, які, за його словами, «сп'янили» деяких підлітків. У МВС закликали до спокою після першого дня заворушень. Мер Нантера Патрік Жаррі, висловлюючи «шок» через розповсюдження відео, заявивши на пресконференції 28 червня, що префектура пережила «один із найгірших днів у своїй історії», закликаючи громадян «зупинити цю руйнівну спіраль». Також він додав, що «ми хочемо справедливості для Мерзука; ми досягнемо її шляхом мирної мобілізації».
Згідно з аналізом подій фахівцями BBC, тринадцять смертей, пов'язаних із відмовою погодитися на припинення руху минулого року, разом із посиленням впливу соціальних мереж зробили пам'ять про заворушення 2005 року ключовою причиною швидкої реакції Макрона та французького політичного істеблішменту. Під час його президентства вже відбулося значне насильство в містах під час руху жовтих жилетів та протестів, спричинених реформами французької пенсійної системи.
30 червня 2023 року Управління Верховного комісара ООН з прав людини оприлюднило заяву, в якій закликало Францію розв'язати проблеми расизму та дискримінації в поліції, а до 2 липня кілька європейських країн, включаючи Велику Британію, попередили туристів триматися якомога далі від районів, які постраждали від протестів.
Відомий французький економіст та публіцист єгипетського походження Жан Мессіа (Jean Messiha) започаткував фундацію на підтримку поліцейського, що застрелив 17-річного правопорушника. За тиждень сума пожертвувань вже перевищувала 1,6 млн євро. Пожертву зробили понад 50 000 осіб. Для порівняння — фонд пожертв, створений для родини загиблого Нахеля Мерзука, на той же час становив 189 000 євро.
4 липня 2023 Ясін Бузру - адвокат, що представляє сім'ю Нахеля, подала позов про "організоване групове шахрайство, зловживання обробкою персональних даних і приховування цих злочинів", звинувативши ініціатора в тому, що він "публічно і неправдиво представив Нахеля М. як "рецидивіста", а також у неправомірному використанні інформації з досьє підлітка "з метою його криміналізації і створення руху на підтримку поліцейського, який стріляв". У відповідь на ці звинувачення він заявив, що "неправомірно визнав підлітка "рецидивістом" і привласнив інформацію з кримінальної справи підлітка "з метою його криміналізації та створення руху на підтримку поліцейського, який стріляв", що він назвав "шахрайськими маневрами" з метою отримання коштів161. У відповідь на ці звинувачення Жан Мессіха заявив того ж дня, що він теж подає скаргу за наклеп: "Скарга, подана сім'єю Нахеля, не має жодних правових підстав. Вона випливає з ганебного одужання і наклепницької політичної комунікації, проти якої я подам скаргу".

## Міжнародна реакція
• прем'єр-міністр Польщі Матеуш Моравецький
|  | Пограбовані магазини, підпалені поліцейські машини, барикади на вулицях — це зараз відбувається в центрі Парижа та багатьох інших французьких міст. Ми не хочемо таких сцен на польських вулицях. Ми не хочемо таких сцен у жодному місті Європи. Тому ми будемо захищати висновки Європейської ради 2018 року, ми будемо захищати принцип добровільного прийому іммігрантів. Зупинити нелегальну міграцію. Безпека понад усе . |

• Міністр юстиції та генеральний прокурор Польщі Збігнєв Зьобро заявив, що останні заворушення у Франціїс — це свідчення провалу міграційної політики ЄС. 
|  | Це історія про банкрутство міграційної політики і «культурного збагачення», про прогресивний занепад та анархію. За Францією ще Бельгія, Швеція і так далі.... |